# 百夷傳
《百夷传》，又名《百夷纪略》，是明朝钱古训、李思聪所撰的一部书，记载麓川平缅宣慰司境内的山川、人物、风俗、道路等情况。《百夷传》是反映14世纪末期云南边境各民族和缅甸历史情况的珍贵文献。《百夷传》有钱本、李本两种本子，两个版本内容稍有不同，钱本更为完善，明清时期李本流传较广。

## 编撰
洪武二十八年（1395年），麓川平缅宣慰使思伦法攻打缅甸宣慰使卜剌浪，缅方诉诸明朝。明太祖朱元璋遣钱古训、李思聪携诏书出使缅甸和麓川，警告思伦法，并诏令两国罢兵言和。钱、李二人归来后，以亲身经历撰写《百夷传》进献朱元璋，受到褒奖。

## 作者
《百夷传》成书后即呈送朱元璋，随后交由史馆保存，未能刊印。《百夷传》流传有两种不同作者、内容互异的本子，明清学者在摘钞、引用时，又将《百夷传》的作者搅得混淆不清。最早全文收载《百夷传》的文献，是《景泰云南图经志书》，所载作者为李思聪。万历年间，张萱作《西园闻见录》，收录《百夷传》，作者却记为钱古训。随后，谢肇淛《滇略》、刘文徵《滇志》、黄虞稷《千顷堂书目》、《明史·艺文志》等记载其作者为李思聪；《钦定续文献通考》记载的作者又是钱古训。因争议颇大，甚至有人怀疑《百夷传》是伪书。清朝编修《四库全书》，将《百夷传》列入史部地理类存目，并根据与钱、李同一朝代的杨砥、夏原吉所作的序，考订《百夷传》作者为钱古训，而非李思聪。民国年间，李根源编《永昌府文征》，提出《百夷传》应是钱、李二人合著。历史学家江应考证后认为，钱、李二人先给朱元璋呈献了最初版本的《百夷传》，随后二人根据该底稿，各自加工补充，分别著成钱本《百夷传》和李本《百夷传》。

## 钞本及单行本
由于李本在《景泰云南图经志书》、《正德云南志》中全文收录，因此钞本较少。除了在志书中收录外，《百夷传》现存以下钞本及单行本：:6-10
- 明祁承㸁淡生堂钞本，作者钱古训。该本格式按照奏章体例，可能是内府档案中钞出，亦或就是钱、李献给朱元璋的进呈本
- 明祁承㸁淡生堂钞本，作者李思聪
- 清初叶氏钞本，作者钱古训
- 清项氏古香书屋钞本，作者钱古训
- 清翁斌孙钞本，作者钱古训
- 民国18年（1929年），江苏国学图书馆影印丁氏藏明钞本《百夷传》，是为钱古训《百夷传》首次完整流出，也是《百夷传》至今的唯一单行本。丁氏钞本与叶氏、项氏、瓮氏钞本相同